# Jaron Szani
Jaron Szani, ang. Yaron Shani (ur. 1973 w Tel Awiwie) – izraelski reżyser i scenarzysta filmowy.
Jest izraelskim Żydem. Ukończył studia na wydziale filmu i telewizji uniwersytetu w Tel Awiwie. Zrealizował szereg filmów dokumentalnych i krótkometrażowych, w tym także w technologii 3D. 
W pełnym metrażu debiutował w nakręconym wspólnie ze Scandarem Coptim obrazem Ajami (2009). Był współreżyserem, współscenarzystą i współproducentem tego filmu. Akcja Ajami rozgrywa się w tytułowej dzielnicy Jafy, głównie w arabskiej społeczności tego miasta. Film nie ma linearnej chronologii, choć jego głównym bohaterem jest Omar, dziewiętnastolatek próbujący spłacić rodzinny dług honorowy. Obraz był nominowany do Oscara w kategorii najlepszy film nieanglojęzyczny.

## Filmografia
- Ajami (2009)
- Wyroki losu (dokument, 2013)
- Trylogia o miłości: Obnażeni (2018)
- Trylogia o miłości: Odrodzenie (2019)
- Trylogia o miłości: Uwiązani (2019)[1]